# Lemon8
Lemon8 là một ứng dụng mạng xã hội thuộc sở hữu của ByteDance được ra mắt lần đầu tiên vào năm 2020. Ứng dụng đã được ví như phiên bản quốc tế của ứng dụng từ Trung Quốc Xiaohongshu.

## Lịch sử
Ứng dụng đã được ra mắt lần đầu tiên tại Nhật Bản vào tháng 5 năm 2020 và nhanh chóng đạt hơn 1 triệu lượt tải xuống vào tháng 3 năm 2022. Ứng dụng sau đó đã được ra mắt tại Hoa Kỳ và Anh sau những hạn chế đối với TikTok của chính phủ Hoa Kỳ, dẫn đến việc ứng dụng đã trở thành một trong các ứng dụng được tải xuống nhiều nhất trên App Store Hoa Kỳ trong một tháng sau đó. Ứng dụng trực thuộc Heliophilia Pte Ltd. có trụ sở tại Singapore.

## Nội dung
Nội dung trên nền tảng được mô tả như "sự kết hợp giữa Instagram và Pinterest". Các nội dung trên nền tảng cũng được tùy biến cá nhân hóa theo sở thích của người dùng khi cho phép chia sẻ các khoảnh khắc thường ngày bao gồm video lẫn hình ảnh. Giao diện mở của ứng dụng được cho là giống Pinterest, trang chủ tương tự như TikTok và trang cá nhân giống với Instagram.

## Tranh cãi
Các nhà lập pháp Hoa Kỳ đã bày tỏ quan ngại với Lemon8 khi ứng dụng này có mối liên hệ với ByteDance, công ty mẹ của TikTok. Lindsay Gorman – người đứng đầu German Marshall Fund và cựu cố vấn công nghệ cho chính quyền Biden cho rằng, "[ứng dụng] liên quan đến việc thu thập thông tin về người dùng và nó có cùng cơ cấu sở hữu, là con của ByteDance, cho nên tôi nghĩ những vấn đề tương tự cũng sẽ xuất hiện".